# فرناندو كامارا
فرناندو كامارا (بالإسبانية: Fernando Cámara)‏ هو مهندس ومهندس الصوت مكسيكي، ولد في 7 يونيو 1951 في مدينة مكسيكو في المكسيك.

## وصلات خارجية
- فرناندو كامارا على موقع IMDb (الإنجليزية)
- فرناندو كامارا على موقع قاعدة بيانات الفيلم (الإنجليزية)